# Бронепалубни крайцери тип „Атланта“
Атланта (на английски: Atlanta) са първите бронепалубни крайцери на ВМС на САЩ. Стават и първите кораби на „Новия флот“ (на английски: New Navy). Серията е построена по указ на Конгреса на САЩ от 3 март 1883 г. Всичко от проекта са построени две, малко различаващи се единици: „Атланта“ (на английски: USS Atlanta) и „Бостън“ (на английски: USS Boston). Заедно с бронепалубния крайцер „Чикаго“ (на английски: USS Chicago) и куриерския съд „Долфин“ (на английски: USS Dolfin) съставят първата четворка кораби на възраждащия се флот, известна още като „Азбуката“ или Squadron of Evolution.

## Проектиране
Скоро след края на Гражданската война, САЩ се отказват от сериозно развитие на флота. От 1874 г. в страната не е заложен нито един нов военен кораб. Това води флота към стремителен упадък. Ако 1865 г. САЩ имат около 600 бойни кораба, то към 1881 г. флота може да разполага само с 26 боеготови единици, от тях само 4 със стоманена конструкция. Междувременно 1880-те години се случва съществен ръст във флотовете на страните от Южна Америка, които се разглеждат от управляващите в САЩ кръгове като „американски заден двор“. Освен това, има и теоретична възможност за конфликт с някоя от европейските държави, а САЩ значително отстъпват на много от тяха във военноморски аспект. Нетърпимостта към подобно положение води към строителството, от 1883 г., на „Новия флот“.
Тъй като американските моряци винаги са имали особено пристрастие към корабите на крайцерския клас, логично е началото на строителството на флота да започне именно с такива кораби. Обаче въпреки значителната промишленост, като мощности, корабостроителния сектор на САЩ след толкова дълго прекъсване няма нито опита в проектирането, нито опит в строителството на съвременни военни кораби. За това началото са проекти, които се окачествяват като скромни спрямо световните тенденции. Всички договори за строителството на първите четири единици получава фирмата „Джон Роуч“ от Честър (Пенсилвания), която няма никакъв опит във военното корабостроене. Характерно е това, че монтажа на въоръжението им е възложено на държавния военноморски арсенал.

## Конструкция

### Корпус
Крайцерите от типа „Атланта“ имат сравнително къс корпус. Височината на надводния борд не осигурява необходимата мореходност и корабите дори на скорост 13 възела вече силно са заливани с вода. Двата кораба имат непълно ветрилно стъкмяване на бриг.

### Въоръжение
Главен калибър на типа „Атланта“ са 203 mm |оръдия Mark I, разработени през 1883 г. и с дължина на ствола 30 калибра. Масата на оръдието е 18 200 kg, то стреля с бронебойни снаряди тежащи 118 kg с начална скорост 610 m/s. Далечината на стрелба при ъгъл на възвишение 20° достига 12 800 m. Скорострелността при особено благоприятни условия е 1 изстрел в минута, фактически не превишава 1 изстрел за две минути. Оръдията са защитени от невисоки пръстеновидни барбети и са по едно във всеки край на кораба. При това носовото оръдие по тогавашната мода е изместено към левия борд, а кърмовото към десния.
Вторият калибър е представен от 152 mm оръдия Mark I също модел 1883 г. и имащи ствол 30 калибра. Масата на оръдието е 4994 kg, то изстрелва бронебойни снаряди с тегло 47,7 kg с начална скорост 594 m/s. Далечината на стрелба при ъгъл на възвишение 15,3° достига 8230 m. Скорострелността им е 1,5 изстрела в минута. Всички тези оръдия са в централната надстройка, скосена във формата на ромб, огледално на 203 mm оръдия. По едно 152 mm оръдие може да води огън по краищата, останалите стоят побордно.
Останалата артилерия е от маломощни оръдия калибри 57 mm и 37 mm. Последните могат да изстрелват до 25 снаряда в минута.
През 1898 г. и двата крайцера преминават модернизация. 203 mm и 152 mm оръдия са заменени с по-нови модели същия калибър, с дължина на ствола 35 калибра при 203 mm оръдия и 40 калибра за 152 mm оръдия. Останалото въоръжение на крайцерите вече се различава. „Атланта“ вече имала шест 57 mm и четири 37 mm оръдия, а също и 4 торпедни апарата калибър 457 mm. „Бостън“ в на свой ред носи по две оръдия калибри 57, 47 и 37 mm, а също и 5 картечници.

### Брониране
Защитата на крайцерите се осигурява от плоска бронирана палуба дебела 37 mm. Дължината ѝ е едва малко над 30 m и тя прикрива само отсека на силовата установка. Скосове към бордовете липсват. Невисоките барбети са дебели 51 mm.

### Силова установка
Силовата установка се захранва с пара от осем цилиндрични огнетръбни котела. Единствената парна машина, което само по себе си е вече анахронизъм, е от вече остаряващия тип на хоризонталните машини „компаунд“. Скоростта на „Атланта“ и „Бостън“ е съвършено не крайцерска и е 13 възела при първия, а при втория 14. Запасът от въглища е 490 тона.

## История на службата
- „Атланта“ е заложен на 8 ноември 1883 г. на стапелите на „Джон Роуч“ (на английски: John Roach & Sons) в Честър (Пенсилвания). На вода е спуснат на 9 октомври 1884 г., дострен е в корабостроителницата на ВМС в Ню Йорк, а в строй влиза на 19 юли 1886 г. През 1898 г. крайцерът преминава модернизация. Ветрилния рангоут е свален, оръдията са заменени с по-нови. 1905 г. „Атланта“ е превърнат на плаваща казарма за екипажите на миноносците. През 1912 г. бившият крайцер е изваден от флота и предаден за скрап.

- „Бостън“ е заложен на 15 ноември 1883 г. на стапелите на „Джон Роуч“ (на английски: John Roach & Sons) в Честър (Пенсилвания). На вода е спуснат на 4 декември 1884 г., дострен е в корабостроителницата на ВМС в Ню Йорк, а в строй влиза на 2 май 1887 г. През 1898 г., както своя близнак, „Бостън“ е модернизиран. Ветрилния рангоут е свален, оръдията са заменени с по-нови. 1911 – 1916 г. крайцерът е учебен кораб на морската милиция (опълчение) на щата Орегон. От 1918 г. се използва като приемен кораб в пристанището на Сан Франциско. 1940 г. бившия крайцер е преименуван на „Диспач“ (на английски: Despatch). На 8 април 1946 г. той потъва при буксировка.

## Оценка на проекта
Първите американски крайцери са много неуспешни кораби. Те се отличават със съвсем не крайцерската си скорост, слаба защита, лоша мореходност. Артилерията формално изглежда сериозна, но е нескорострелна. Обаче това е тогавашното състояние на американското военно корабостроене. Макар създаваните в чужбина военни кораби да имат много по-високи характеристики, американския Конгрес придава принципиално значение на построяването на флота в местни корабостроителници, по собствени проекти и със собствени комплектуващи. Този подход води до това, че за кратък срок американското военно корабостроене настига световното ниво и крайцерите на типа „Атланта“ имат скромна, но полезна роля за това.

## Коментари
1. ↑  Префиксът „USS“ е от на английски: United States Ship (Кораб на Съединените щати).